# Sukaratu (Cilebar)
Sukaratu is een bestuurslaag in het regentschap Karawang van de provincie West-Java, Indonesië. Sukaratu telt 2189 inwoners (volkstelling 2010).